# Лондонский морской договор (1930)
Лондонский морской договор 1930 года — международный договор по ограничению военно-морских вооружений, подписанный 22 апреля 1930 года в Лондоне (Великобритания). Заключён по итогам работы Лондонской конференции по морским вооружениям, в которой принимали участие США, Великобритания, Франция, Япония, Канада, Италия, Новая Зеландия, Индия, Ирландия, Южно-Африканский Союз. Договор был подписан Соединёнными Штатами Америки, Британской империей и Японской империей. В связи с возникшими разногласиями Франция и Италия не подписали итоговый документ.
Режим ограничений, установленный Вашингтонским соглашением 1922 года, был ужесточён и распространён на те классы судов, которые не были охвачены предыдущим договором, — крейсеры, эсминцы и подводные лодки. Япония согласилась на то чтобы её военно-морской флот по отношению к американскому составлял по общему тоннажу: тяжёлых крейсеров — 60 %, лёгких крейсеров и эсминцев — 70 %, подводных лодок — 100 %. Устанавливался потолок общего тоннажа этих кораблей, предельное водоизмещение подводных лодок, максимальное число тяжёлых крейсеров. В отношении линкоров были произведены дальнейшие количественные и качественные сокращения. США, Великобритания и Япония обязались не спускать в течение 1931—1936 гг. на воду новые линкоры, сдать на слом и переоборудовать несколько линейных кораблей для уменьшения общего их числа.
Япония согласилась на компромиссное решение, опасаясь разорительной гонки вооружений с США. Это способствовало сохранению статуса-кво на Тихом океане ещё на несколько лет. Тем не менее, итоги конференции и позиция японского правительства вызвали недовольство военно-морских кругов в Японии, настаивавших на увеличении квот. Осати Хамагути, глава правительства Японии, на которого была возложена ответственность за достигнутое соглашение, был тяжело ранен японским экстремистом.
Решения Лондонской морской конференции отразили дальнейшее усиление международного веса США, которые добились равенства своего флота с британским по всем категориям кораблей. Лондонский договор также продемонстрировал успех японского милитаризма, который сумел добиться для себя, сравнительно с условиями Вашингтонского соглашения 1922 года, повышения пропорций по классу эсминцев и равенства с Англией и США по подводным лодкам. Решения Лондонской конференции не ослабили, а усилили гонку морских вооружений, особенно со стороны Японии, которая начала готовиться к войне.

## Процедура заключения договора

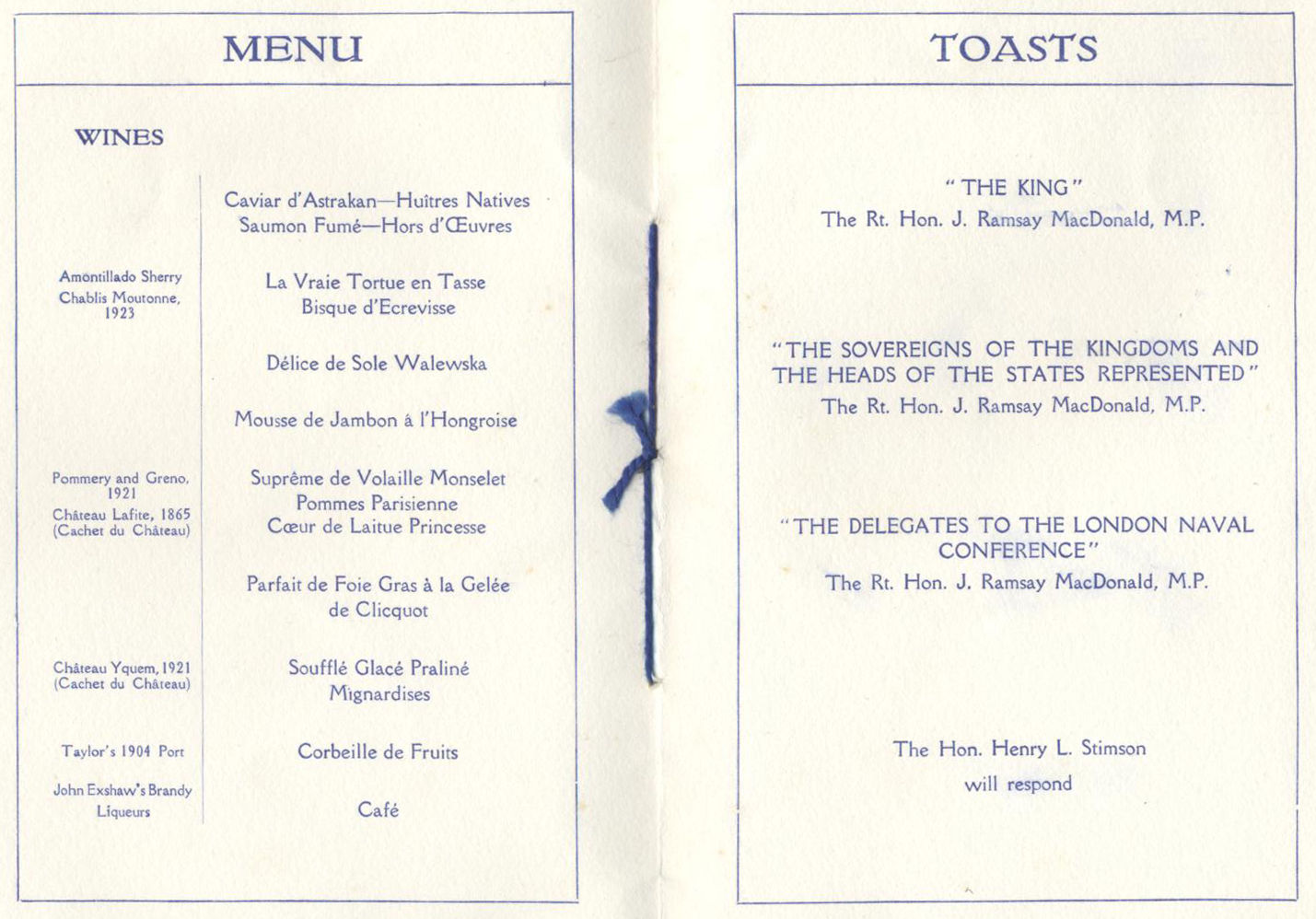
Меню и список тостов на официальном ужине, открывшем Лондонскую морскую конференцию 1930 г.

21 января 1930 года в Вестминстерском дворце английский король Георг V торжественно объявил об открытии Лондонской конференции пяти держав по вопросам морских вооружений, на которой США, Британская империя, Франция, Италия и Японская империя должны были установить ограничения для дальнейшего строительства своих военно-морских флотов, а также определить текущие их составы и соотношение общего тоннажа между отдельными странами. Американскую сторону возглавлял государственный секретарь США Генри Стимсон, британскую - премьер-министр Великобритании Джеймс Рамсей Макдональд, японскую - министр флота Японии адмирал Такэси Такараби, французскую - премьер-министр Франции Андре Тардьё, итальянскую - министр иностранных дел Италии Дино Гранди.
Одной из французских журналисток того времени конференция была охарактеризована как «самая скучная их всех конференций этого века». Заседания, продолжавшиеся 87 дней, проходили в препирательствах между договаривающимися сторонами. Несмотря на секретный характер конференции, противоречия и разногласия договаривающихся морских держав не удалось скрыть от средств массовой информации. Итогом этих разногласий стало то, что 22 апреля 1930 года итоговое соглашение подписали только США, Великобритания и Япония.

## Структура документа
Текст Договора состоял из 5 частей, объединяющих 26 статей и 3 приложений.

## Положения Договора

### Часть I

#### Статья 1
Первой статьёй Договора предусматривался отказ договаривающихся сторон от реализации своих прав на закладку линейных кораблей для замены тоннажа в течение 1931—1936 гг., как то предусматривалось частью 3-й главы II Вашингтонского морского соглашения, подписанного в 1922 году.
Франция и Италия, однако, могли, согласно условиям этой статьи договора, построить тоннаж для замены, который они были вправе заложить в 1927 и в 1929 гг. в соответствии с постановлениями Вашингтонского соглашения.

#### Статья 2
Согласно 2-й статье Договора из состава флотов договаривающихся стран должны были быть выведены в 18-месячный срок следующие линейные корабли:
| США                                               | Великобритания                                                          | Япония |
| ------------------------------------------------- | ----------------------------------------------------------------------- | ------ |
| USS Florida USS Utah USS Arkansas или USS Wyoming | HMS Benbow HMS Iron Duke HMS Marlborough HMS Emperor of India HMS Tiger | Hiei   |

#### Статья 3
Статья 3-я определяла, что под термином «авианосец» следует понимать специально предназначенный для несения авиации корабль (вне зависимости от водоизмещения), дающий возможность размещённым на нём самолётам взлетать и садиться. Таким образом, ни линейные корабли, ни крейсера, приспособленные для несения гидросамолётов, под определение «авианосец» не попадали.

#### Статья 4
Статья 4-я устанавливала запрет на строительство авианосцев, водоизмещением менее 10 000 длинных тонн (10 160 метрических тонн), вооружённых артиллерией калибра 155 мм или более.

### Часть 2

#### Статья 6
Статья 6-я определяла понятие стандартного водоизмещения.

#### Статья 7
7-я статья Договора запрещала постройку или приобретение договаривающимися сторонами подводных лодок со стандартным водоизмещением, превышающим 2000 тонн и вооружённых артиллерией калибра более чем 130 мм.
Каждая из сторон могла, однако, сохранить, построить или приобрести до трёх подводных лодок со стандартным водоизмещением, не превышающим 2800 длинных тонн (2845 метрических тонн) и вооружённых артиллерией калибра до 155 мм. Франция могла также сохранить одну уже начатую постройкой подводную лодку стандартным водоизмещением 2880 длинных тонн (2926 метрических тонн), вооружённую артиллерией калибра 203 мм.
Договаривающиеся стороны могли сохранить те субмарины, вооружённые артиллерией калибра свыше 130 мм, но стандартным водоизмещением не более 2000 договорных тонн, которые уже были в составе их флотов к 1 апреля 1930 года.

#### Статья 8
Статья уточняла, что под договорные ограничения не подпадают:
- Надводные боевые корабли стандартного водоизмещения 600 длинных тонн (610 метрических тонн) и меньше
- Надводные боевые корабли стандартным водоизмещением от 600 до 2000 тонн, не имеющие одну или несколько нижеперечисленных особенностей:

1. Калибр орудий превышает 155 мм;
2. Число орудий калибра 76-мм и более, установленных на корабле, превышает 4 ед.;
3. Способность нести торпеды;
4. Скорость более 20 узлов;

- Надводные боевые корабли, использующиеся для транспорта и связи, не имеющие нижеперечисленных особенностей:

1. Калибр орудий превышает 155 мм;
2. Число орудий калибра 76-мм и более, установленных на корабле, превышает 4 ед.;
3. Способность нести торпеды;
4. Скорость более 20 узлов;
5. На кораблях имеется бронирование;
6. Приспособленность к постановке мин;
7. Приспособленность к посадке самолётов;
8. Способность нести на борту более 2 катапульт (по одной с каждого борта);
9. Способность нести на борту более 3 самолётов.

#### Статья 9
Статья определяла, что правила для замены кораблей, содержащиеся в Приложении I, касаются кораблей водоизмещением не более 10 000 длинных тонн, исключая авианосцы, для которых продолжали действовать соответствующие правила Вашингтонского соглашения.

#### Статья 10
10-я статья Договора требовала от сторон, заключающих договор, в течение одного месяца после завершения строительства каждого военного корабля, кроме капитальных судов, авианосцев и кораблей и судов, освобождённых от ограничений согласно 8-й статье договора, должна была сообщать каждой из договаривающихся сторон следующие сведения:
1. Информацию о дате закладки киля
2. Информацию о классификации судна;
3. Сведения о стандартном водоизмещении и основных размерениях
4. Указывать наибольший калибр размещённого оружия.
5. Указывать дату завершения строительства

#### Статья 11
Статья определяла, что правила, содержащиеся в Приложении II, должны применяться ко всем выводимым кораблям, указанным в 2-й статье этого договора, а также к авианосцам.

#### Статья 13
Суда, используемые на момент заключения Договора как учебные корабли или блокшивы могли быть сохранены, но при условии их немореходного состояния.

##### Приложение I (Правила по замене кораблей)
Замена уже построенных кораблей на корабли новой постройки могла производиться только через следующий промежуток времени.
- Для надводных кораблей стандартным водоизмещением от 3000 до 10 000 длинных тонн:
  - если корабль был заложен до 1 января 1920 года срок замены определялся в 16 лет
  - если корабль был заложен после 31 декабря 1919 года срок замены определялся в 20 лет
- Для надводных кораблей стандартным водоизмещением до 3 000 тонн:
  - если корабль был заложен до 1 января 1921 года срок замены определялся в 12 лет
  - если корабль был заложен после 31 декабря 1920 года срок замены определялся в 16 лет.
- Для подводных лодок срок замены определялся в 13 лет

Закладка нового корабля не должна была производиться ранее чем за 3 года до истечения срока замены старого корабля, или ранее двух лет до истечения срока по замене для кораблей со стандартным водоизмещением менее 3000 длинных тонн.
В случае потери или непредвиденного разрушения корабля, он мог быть заменён независимо от того, когда он был заложен.

##### Приложение II (Правила по выводу кораблей)
В данном приложении оговаривались правила вывода кораблей из состава боевых флотов. Осуществить вывод кораблей из состава флота можно было 5 способами:
1. Сломом;
2. Переоборудованием в блокшив;
3. Использованием судна как цели (с последующим его разрушением) ;
4. Сохранением корабля в экспериментальных целях;
5. Переоборудованием в учебное судно.

Приложение определяло также сроки вывода кораблей из состава флотов договаривающихся сторон, и требования по разоружению переоборудуемых судов.

##### Приложение III
Приложение определяло номенклатуру специальных судов (минных заградителей, тендеров подводных лодок, мониторов и т. п.), подлежащих выводу из состава флотов договаривающихся сторон

### Часть 3

#### Статья 14
Статья 14-я обязывала договаривающиеся стороны соблюдать условия договора по ограничению морских вооружений в течение установленного данным договором срока.

#### Статья 15
Статья содержала определения понятий «крейсер» и «эскадренный миноносец». Согласно данной статье, под понятием «крейсер» понимался надводный боевой корабль, не подпадающий под понятие капитального корабля или авианосца, со стандартным водоизмещением, превышающим 1850 длинных тонн (1880 метрических тонн), или вооружённый артиллерией калибра более 130 мм. Крейсера, согласно Договору, делились на 2 категории: вооружённые артиллерией калибра менее 155 мм и вооружённые артиллерией калибра более 155 мм. Под «эскадренным миноносцем» в Договоре понимался надводный боевой корабль, стандартное водоизмещение которого не превышало 1850 тонн (1880 метрических тонн), вооружённый артиллерией калибра не более 130 мм.

#### Статья 16
Статья устанавливала ограничения по общему тоннажу (в длинных тоннах) различных классов боевых кораблей флотов договаривающихся сторон, превышение которого до 31 декабря 1936 года Договором не допускалось.
| Класс                                           | США     | Великобритания | Япония  |
| ----------------------------------------------- | ------- | -------------- | ------- |
| Крейсера с артиллерией калибра более 155 мм     | 180 000 | 146 800        | 108 400 |
| Крейсера с артиллерией калибра 155 мм или менее | 143 500 | 192 200        | 100 450 |
| Эсминцы                                         | 150 000 | 150 000        | 107 500 |
| Подводные лодки                                 | 52 700  | 52 700         | 52 700  |
| Общий договорной тоннаж                         | 526 200 | 541 700        | 369 050 |

Статья устанавливала максимальное количество крейсеров с артиллерией более 155 мм, разрешённых к сохранению в составе флотов договаривающихся сторон: для США — 18, для Великобритании и её доминионов — 15, для Японии — 12.
Условием 4-го пункта статьи было то, что не более 16 % от общего числа всех строящихся эсминцев могли иметь стандартное водоизмещение, превышающее 1524 метрические тонны. Уже построенные эсминцы под это ограничение не подпадали. Условием 5-го пункта этой статьи было то, что не более одной четверти крейсеров (от общего тоннажа) могли быть оборудованы самолётной палубой.

#### Статья 21
21-я статья договора предусматривала возможность увеличения ограниченного договором тоннажа одной из сторон для обеспечения национальной безопасности последней с извещением об этом всех остальных сторон и оставлением за ними права также пропорционально увеличить общий тоннаж своих флотов.

### Часть 4

#### Статья 22
22-й статьёй военным кораблям запрещалось нападать, топить или захватывать гражданские грузовые суда без предварительной эвакуации всех пассажиров, членов экипажа и судового журнала в безопасное место (за исключением настойчивого игнорирования требований остановиться для осмотра или оказания сопротивления при обыске).

### Часть 5

#### Статья 23
Срок действия положений Договора (статей 3, 4, 5, 11, 22 и приложения II) объявлялся равным сроку действия Вашингтонского соглашения. Условия, содержащиеся в остальных статьях соглашения, должны были оставаться в силе только до 31 декабря 1936 года. Статья предусматривала возможность созыва в 1935 году новой морской конференции.

## Международная реакция на заключение договора
Инициаторами встречи достижения конференции, будто бы добившейся устранения соперничества в морских вооружениях между тремя державами, практического разрешения проблемы паритета и экономии средств вследствие сокращения предполагавшихся строительных программ, оценивались крайне высоко и только положительно.

## Современная оценка договора
Принятое соглашение, в той или иной мере, удовлетворяло все заключившие договор государства: Япония добилась правового признания собственной военно-морской мощи; США формально узаконили паритет в морских вооружениях с Великобританией; последней удалось реализовать свои цели в тех положениях договора, которые ограничивали строительство тяжелых крейсеров.
В числе очевидных недостатков соглашения отмечают отказ Франции и Италии от участия в процессе «морского разоружения» и отсутствие в соглашении упоминаний о качественных параметрах военно-морского флота (характеристик отдельных видов вооружений, таких как дальнобойность артиллерии, число стволов малокалиберной зенитной артиллерии, характеристики систем управления огнём и т. п.).

## Последствия договора, оказавшие влияние на развитие военно-морских вооружений
1. Установлены и приняты дополнительные ограничения ТТЭ для миноносцев и подводных лодок.
2. Основное внимание стран-участниц было уделено перспективам развития крейсеров, в связи с тем, что ограничения, принятые в 1922 году при заключении Вашингтонского морского соглашения, спровоцировали односторонние отклонения в процессе состязательного развития проектов лёгких крейсеров, в направлении неоправданного увеличения себестоимости их постройки, за счёт проявившейся тенденции увеличения проектных ТТЭ, неизбежно приводящих к увеличению проектных размеров и водоизмещения и поэтому не соответствующих в полной мере предъявляемым к лёгким крейсерам много-функциональным тактическим требованиям. В этой связи был впервые установлен новый проектный подкласс «тяжёлый крейсер», к которому были условно отнесены и так называемые «вашингтонские крейсера» проектной разработки 1922÷1930 гг. (крейсера проектным водоизмещением до 10000 тонн с главной артиллерией в 203 мм, с различными комбинациями бронирования и скорости хода — наиболее соответствующими интересам того или иного государства).
3. Начато проектирование лёгких крейсеров в промежуточных весовых категориях: от 10000 до 7000 тонн и от 7000 до 4000 тонн, с главной артиллерией калибром в 152 мм, в связи с тем, что крейсера создаваемые под искусственно установленное стандартное водоизмещение 10000 тонн не удовлетворяли в полной мере всем оперативно-тактическим требованиям, предъявляемым к крейсерам[2].
4. Было определено разделение крейсеров на две категории по величине калибра главной артиллерии: а) крейсера с артиллерией калибра более 155 мм; б) крейсера с артиллерией калибра 155 мм или менее.

### Статьи
- Keichi Yamasaki. The Japanese Press on the London Naval Treaty // Pacific Affairs : журнал. — 1930. — Т. 3, № 7. — С. 682—687. — JSTOR 2750182.
- MacDonald, Ramsay J. The London Naval Conference, 1930 // Journal of the Royal Institute of International Affairs : журнал. — 1930. — Т. 9, № 4. — С. 429—451. — JSTOR 3014753.
- Wilson, George Grafton. The London Naval Treaty, 1930 // The American Journal of International Law : журнал. — 1931. — Т. 25, № 2. — С. 306—307. — JSTOR 2190147.
- Treaty for the Limitation and Reduction of Naval Armament // American Society of International Law : журнал. — 1931. — Т. 25, № 2. — С. 63—82. — JSTOR 2212911.